# Bogosia taeniata
Bogosia taeniata là một loài ruồi trong họ Tachinidae.